# Paul Bouthonnier
 (novembre 2013).
Si vous disposez d'ouvrages ou d'articles de référence ou si vous connaissez des sites web de qualité traitant du thème abordé ici, merci de compléter l'article en donnant les références utiles à sa vérifiabilité et en les liant à la section « Notes et références ».
Paul Bouthonnier, né le 4 janvier 1885 à Saint-Laurent-sur-Manoire (Dordogne) et mort le 13 janvier 1957 à Paris, est un homme politique français.

## Biographie
Issu d'une famille relativement aisée, Paul Bouthonnier fut d'abord répétiteur au collège de Sarlat avant de réussir, en 1907, le cours d'entrée à l'école normale supérieure de Saint-Cloud. À sa sortie de l'école, il est professeur successivement dans les écoles primaires supérieures de Nontron (1909-1910), Excideuil (1910-1911) et Périgueux (1911- 1919).
Engagé d'abord dans la franc-maçonnerie, il se dirigea ensuite vers la SFIO vers 1908 et devint rapidement un des principaux animateurs de la fédération socialiste de la Dordogne, au point d'en être élu secrétaire en 1912. Cette même année, il se présente, sans succès, à l'élection municipale de Périgueux et, en 1914, sera candidat sous la même étiquette aux législatives.
Réformé pendant la Première Guerre mondiale, il continue son activité militante au sein de la SFIO, en étant très proche du courant de la gauche pacifiste. En 1919, il fut candidat malheureux aux législatives avant d'être élu maire de Périgueux, et quelques semaines plus tard conseiller général de Dordogne. Mais son élection à la tête de la municipalité fut invalidée en janvier 1920.
Délégué au congrès de Tours, il était un des plus ardents partisans de l'adhésion à la IIIème Internationale. Cet engagement, ainsi que celui qu'il afficha publiquement du côté des cheminots de Périgueux en grève, lui valurent une révocation de son poste d'enseignant en décembre 1920.
Membre du Comité directeur du Parti communiste français en 1921, il fut délégué national à la propagande jusqu'en 1923. Proche de l'aile gauche du parti, il démissionna des instances après le congrès de Paris (1922) qui vit la fraction dite "centriste", sans majorité absolue, accaparer les postes de direction, sans pour autant rompre avec le parti.
Un temps chargé de la rédaction en chef du journal L'Humanité du midi, il retrouva un poste d'enseignant en 1924, et fut nommé à Rouen où il militait au sein du syndicat unitaire (CGTU) de l'enseignement. Toujours militant, il retrouva le comité central (nouveau nom du comité directeur) en 1926. Candidat aux législatives en 1928 (il l'est aussi, sans plus de succès, aux municipales du Grand-Quevilly en 1929, puis aux cantonales en 1931), il est cette même année chargé de "l'agit-prop" pour la direction nationale du parti.
En 1929, il fut condamné à deux ans de prison pour un article dans L'Humanité traitant de la fraternisation entre les grévistes et la troupe. À sa sortie en 1931, il tenta vainement d'obtenir une réintégration dans l'enseignement. Son syndicat n'ayant pas accepté cette révocation, il put continuer d'y militer, et devient permanent de l'Internationale des Travailleurs de l'Enseignement.
Au milieu des années 1930, il est aussi un des inspirateurs de la création de l'Université ouvrière, dont il devient le secrétaire général en 1936. Pendant toute cette période, il collabora de façon assidue aux Cahiers du Bolchévisme.
À la Libération, il poursuit son travail au sein de l'Université nouvelle (qui a succédé à l'Université ouvrière) et intervient régulièrement dans les cours de l'école centrale du parti.

## En savoir plus
Lire Jean-Jacques Gillot, Les communistes en Périgord (1917-1958), Pilote 24 éditions, 2007 (version grand public de la thèse de doctorat de l'auteur). 